# Хардиман, Ронан
Ронан Хардиман (англ. Ronan Hardiman, 1961, Дублин) — ирландский композитор, знаменитый саундтреками, написанными к танцевальным шоу Майкла Флэтли — Lord of the Dance, Feet of Flames и Celtic Tiger.

## Биография
В 1990 году банковский клерк Ронан Хардиман внезапно оставил свою рутинную работу ради того, чтобы заняться тем, о чём мечтал всегда — сочинением музыки.
Довольно скоро его талант был замечен, и Ронан стал работать над музыкой для ирландского телевидения. К 1996 году, когда Майкл Флэтли пригласил его для создания музыки к шоу Lord of the Dance, Хардиман уже был обладателем внушительного списка наград и званий, в том числе премий BBC и PBS.
Ошеломляющий всемирный успех Lord of the Dance и Feet of Flames сделал Ронана известным уже в гораздо более впечатляющих масштабах. Осаждаемый предложениями продюсеров и музыкантов из самых разных стран, в итоге Хардиман принял предложение знаменитой звукозаписывающей фирмы Polygram Records. В рамках заключенного с компанией соглашения он создал и записал сольный проект, который так и назывался: Solas, и был выпущен в марте 1998 года.
Альбом Solas стал «золотым» в Ирландии, а в США долго находился в лучшей двадцатке хит-парада Billboard в категории «нью-эйдж». В январе 1999 одна из песен альбома — «Небеса» (Heaven) — была выпущена во французской версии под названием Elle Donne. Эта песня долго возглавляла французский хит-парад.
Помимо этого, в 1999 году Хардиман вместе с Майклом Флэтли работал над музыкой к новой постановке — Feet of Flames. В канун 2000 года Ронан Хардиман был удостоен особой чести: от правительства Республики Ирландия композитор получил задание сочинить специальную песню, посвященную наступлению нового тысячелетия.
Ронан выпустил свой второй сольный проект — Anthem. Музыка на этом альбоме предстает изысканным сочетанием ирландских, классических и современных мотивов. Anthem — это «радостная хвалебная песня» ирландских холмов, одновременно страстная, чарующая и прекрасная.

## Дискография

### Саундтреки
- Lord of the Dance (1996)
- Feet of Flames (1999)
- Celtic Tiger (2006)

### Альбомы
- Solas (1998)
- Anthem (2000)